# André Vansteenberghe
Pour les articles homonymes, voir Vansteenberghe.
André Vansteenberghe, né le 15 avril 1906 à Orléans et mort le 6 novembre 1984 à Marseille, est un médecin et résistant français.

## Biographie
André Vansteenberghe naît le 15 avril 1906 à Orléans.
Il entre en résistance en juillet 1941.
Il devient responsable du service de renseignement de l'armée secrète à Lyon (région de résistance R1).
Il coordonne l'action des informateurs depuis son appartement des Gratte-Ciel à Villeurbanne.
André Vansteenberghe meurt le 6 novembre 1984 à Marseille, 

## Vie privée
Il est le mari d'Alice Vansteenberghe, également engagée dans la Résistance.

## Décorations
- Officier de la Légion d'honneur[5]
- Médaille de la Résistance française avec rosette (décret du 3 janvier 1946)